# Berzobis
L'antica Berzobis (oggi Berzovia in Romania), fu fondata dai Romani durante la conquista della Dacia già a partire dal 102.

## Storia
In epoca romana, la zona era sede di un grande accampamento fortificato della legio IV Flavia Felix, che divenne il nucleo iniziale dell'antica città di Berzobis. Qui risiedette fino agli inizi del regno di Adriano, il quale abbandonò il Banato a vantaggio delle popolazioni sarmatiche degli Iazigi.
Conosciamo il piano strategico generale della prima campagna in Dacia dalle parole dell'imperatore Traiano: Inde Berzobim, deinde Aizi processimus. Queste due località si trovavano lungo la più occidentale fra le strade che si dirigevano in Dacia; essa, partendo da Lederata sul Danubio in prossimità di Viminacium, portava a Tibiscum e da lì, con un breve percorso, a Tapae ed al passo delle cosiddette Porte di ferro (presso l'attuale località di Otelu Rost), per entrare poi nella Dacia vera e propria. Questa strada era già stata utilizzata da Tettio Giuliano nella campagna dell'88.
Al termine di questa prima campagna militare del 101-102, le condizioni di pace imposte da Traiano furono estremamente dure e penalizzanti per il re dace. Decebalo dovette, infatti, accettare l'insediamento di guarnigioni romane sia nei pressi di Sarmizegetusa Regia (presidiata da vexillationes della Legio XIII Gemina), sia a Berzobis (presidiata da vexillationes della Legio IIII Flavia Felix).

### Tra storia e geografia
- Storia della Dacia e Dacia (regione storica)
- Dacia (provincia romana)
- Ulpia Traiana Sarmizegetusa capitale provinciale oltre a Potaissa, Apulum, Napoca e Buridava